# Trofeu de la Independència de Zimbàbue
El Trofeu de la Independència de Zimbàbue és una competició futbolística per eliminatòries de Zimbàbue. Fou creada l'any 1980. El trofeu en disputa s'anomena Uhuru Cup.

## Historial
Font:
- 1980: Zimbàbue (seleccions internacionals)
- 1981: Zimbàbue (seleccions internacionals)
- 1982: Dynamos FC (Harare) (amistós)
- 1983: Dynamos FC (Harare)
- 1984: Dynamos FC (Harare) (amistós)
- 1985: Zona Nord (campionat disputat per zones)
- 1986: Highlanders FC (Bulawayo)
- 1987: Black Rhinos (Bulawayo)
- 1988: Highlanders FC (Bulawayo)
- 1989: Zimbabwe Saints
- 1990: Dynamos FC (Harare)
- 1991: Highlanders FC (Bulawayo)
- 1992: CAPS United (Harare)
- 1993: CAPS United (Harare)
- 1994: Chapungu United
- 1995: Dynamos FC (Harare)
- 1996: CAPS United (Harare)
- 1997: CAPS United (Harare)
- 1998: Dynamos FC (Harare)
- 1999: AmaZulu FC
- 2000: no es disputà
- 2001: Highlanders FC (Bulawayo)
- 2002: Highlanders FC (Bulawayo)
- 2003: Black Rhinos (Mutare)
- 2004: Dynamos FC (Harare)
- 2005: Motor Action
- 2006: Masvingo United (Masvingo)
- 2007: Masvingo United (Masvingo)
- 2008: Shooting Stars
- 2009: Njube Sundowns
- 2010: Dynamos FC (Harare)
- 2011: Highlanders FC (Bulawayo)[2]
- 2012: FC Platinum (Zvishavane)
- 2013: Dynamos FC (Harare)
- 2014: FC Platinum (Zvishavane)
- 2015: Dynamos FC (Harare)
- 2016: Chicken Inn FC (Bulawayo)
- 2017: Dynamos FC (Harare)
- 2018: Botswana (amistós internacional)
- 2019: Highlanders FC (Bulawayo)
- 2020: No es disputà
- 2021: Dynamos FC (Harare)